# Village Shaughnessy
Pour les articles homonymes, voir Shaughnessy.
 (novembre 2022).
Si vous disposez d'ouvrages ou d'articles de référence ou si vous connaissez des sites web de qualité traitant du thème abordé ici, merci de compléter l'article en donnant les références utiles à sa vérifiabilité et en les liant à la section « Notes et références ».
Le village Shaughnessy est un quartier montréalais faisant partie de l'arrondissement Ville-Marie et entourant la maison Shaughnessy, anciennement habitée par Thomas Shaughnessy. Le quartier est nommé ainsi dès le début du XXe siècle en l'honneur de Thomas Shaughnessy et est situé entre les stations métro Guy-Concordia et Atwater. Il s'agirait du quartier le plus densément peuplé du Québec, avec 22 396 habitants par kilomètre carré.